# Тчиани, Абдурахман
Абдурахман Тчиани или Абдурахман Чиани (также Омар Чиани) (фр. Abdourahamane Tchiani; араб. عبد الرحمن تشياني‎; род. 1964) — нигерский военный деятель, генерал армии. Действующий президент Нигера с 26 марта 2025 года. Командующий президентской гвардией Нигера (2011—2023). Сыграл ключевую роль в военном перевороте в Нигере в 2023 году, арестовав президента Мохамеда Базума.

## Биография
Абдурахман Тчиани родился в начале 1960-х годов, точная дата рождения неизвестна. По сообщениям информационного агентства АПА, он родом из региона Тиллабери, основного района набора нигерской армии на западе страны. Он поступил на службу в армию в 1984 году и учился в Национальной военной школе Тиеса, Сенегал.
В ходе своей военной карьеры Тчиани руководил войсками в регионах Зиндер, Агадес и Диффа, где боролся с наркоторговлей. В 1989 году он был первым офицером, добравшимся до места крушения рейса 772 UTA в пустыне Тенере, за что был впоследствии награждён. Он также служил в миротворческих миссиях ООН в Кот-д’Ивуаре, Судане и Демократической Республике Конго, в частности был военным атташе Нигера в Германии. Кроме того, он служил в Многонациональной объединённой оперативной группе, созданной Нигером, Чадом, Нигерией и Камеруном, для борьбы с исламистской группировкой «Боко харам».
В 2011 году Тчиани принял на себя командование президентской гвардией. Тогда он был близким союзником президента Махамаду Иссуфу, и последний 11 января 2018 года присвоил ему звание бригадного генерала.
В 2021 году Тчиани возглавил противодействие попытке государственного переворота, когда военные попытались захватить президентский дворец. Через несколько дней Иссуфу ушёл в отставку и освободил место для демократически избранного Мохамеда Базума, который сохранил за Чиани его пост.

### Глава Нигера
26 июля 2023 года Тчиани возглавлял президентскую охрану, когда Базум был задержан в президентском дворце в рамках государственного переворота. Во время этих событий он не появлялся на публике, но по неофициальным данным, переворот возглавил именно он (по словам аналитиков, Базум планировал сместить Тчиани за несколько дней до переворота).
28 июля Тчиани провозгласил себя президентом Национального совета по охране Родины в обращении по государственному телевидению. Он сказал, что переворот был предпринят, чтобы избежать «постепенной и неизбежной гибели» страны, и что Базум пытался скрыть суровую реальность. Тчиани раскритиковал правительственную стратегию безопасности за её неэффективность, но не назвал сроки возвращения к гражданскому правлению.
Под руководством Тчиани Нигер совестно с Буркина-Фасо и Мали сформировал военный альянс государств Сахеля, в целях предотвращения военного вмешательства со стороны ЭКОВАС после переворота. Военная хунта добилась вывода войск Франции и США, а также начала процесс сближения с Россией. Аналитики выделяли три основные цели внутренней политики Тчиани: модернизация армии, содействие экономическому росту и реализация антикоррупционной программы.
В декабре 2024 года Тчиани обвинил Францию и Нигерию в сговоре с повстанческими группировками с целью дестабилизации нигерского правительства, а также обвинил Нигерию в саботаже нефтепровода в Бенин; Нигерия отвергла эти обвинения.
26 марта 2025 года Тчиани был официально приведён к присяге в качестве президента Нигера сроком на пять лет и повышен до генерала армии. После церемонии Тчиани подписал указ о запрете всех политических партий Нигера.

## Личная жизнь
Женат, имеет пятерых детей.